# ホセ・マシーアス
ホセ・プラド・マシーアス・サラサール（José Prado Macías Salazar、1972年1月25日 - ）は、パナマ共和国パナマ市出身の元プロ野球選手（内野手）。右投両打。

## 経歴

### プロ入り前
テクノロジコ高校を卒業後は自動車整備工として勤務していたが、野球を続けるためアメリカ合衆国に渡る。

### プロ入りとエクスポス傘下時代
1992年にモントリオール・エクスポズと契約しプロ入り。
1994年に傘下ルーキー級ガルフ・コーストリーグ・エクスポスでデビューし、1996年には傘下A級デルマーバ・ショアバーズで116試合に出場し、打率.247、1本塁打、33打点、38盗塁の成績を残したが、この年限りで退団した。

### タイガース時代
1987年にデトロイト・タイガースに入団し、1998年には傘下AA級ジャクソンビル・サンズで128試合に出場して、打率.305、12本塁打、71打点の好成績を残した。
1999年5月にメジャー初昇格。この年はメジャーでは5試合の出場に終わったが、傘下AAA級トレド・マッドヘンズでは112試合に出場して、打率.244、2本塁打、36打点の成績を残した。
2001年には三塁手のレギュラーを獲得し、キャリアハイとなる137試合に出場。打率.268、8本塁打、51打点、21盗塁の成績を残した。

### エクスポス復帰
2002年の5月にクリス・トルビーとの交換トレードで古巣のモントリオール・エクスポズに移籍。

### カブス時代
2003年12月にマイナー投手とのトレードでシカゴ・カブスに移籍。
カブスでは2年間に渡って代打の切り札として活躍し、カブスで出場した210試合中、実に110試合が代打での出場であった。2005年12月に自由契約となり退団。

### 日本ハム時代
2006年に北海道日本ハムファイターズに入団。スイッチヒッターで、二塁18試合、三塁32試合、外野23試合とさまざまなポジションを守った。
開幕当初は1番打者だったが、2番だった森本稀哲の調子が上がってくると交代して2番に入った。しかし2番も田中賢介の活躍があり、シーズン中盤以降は下位打線を固めることが増えた。チームのムードメーカーとしてファンサービスも旺盛であり、守備前には自ら率先して外野手とのキャッチボールを買って出ていた。
福岡ソフトバンクホークスとの最終戦ではレフト線へ二塁打を放ち、チームのシーズン1位を決定付けた。また、ソフトバンクとのプレーオフ初戦においては三塁手として出場し、山崎勝己のバント失敗の打球をダイビングキャッチで好捕するなど勝利に貢献した。
2006年のレギュラーシーズン1位通過、リーグ制覇、日本一を達成した際に開かれた合同記者会見では『回答者が変わるたびその背後へ忍びより、サングラスを着用して腕組みをする』というアクションを取り積極的にカメラへ映っていた姿でも注目を浴びたものの、10月29日に戦力外通告を受け退団。

### 日本ハム退団後
2006年12月21日にワシントン・ナショナルズと契約したが、開幕前の2007年3月19日に自由契約となった。
2007年3月21日にミルウォーキー・ブルワーズとマイナー契約し、傘下AAA級ナッシュビル・サウンズでプレーしたが、メジャー昇格の機会はなかった。オフの10月29日に自由契約となった。
2007年12月21日にピッツバーグ・パイレーツとマイナー契約を結んだが、2008年のスプリング・トレーニング中に自由契約となった。

### メキシカンリーグ時代
2008年3月20日にメキシカンリーグ北地区のメキシコシティ・レッドデビルズと契約。78試合に出場して打率.349をマークした。
2009年は同リーグ南地区のカンペチェ・パイレーツでプレー。この年は98試合に出場して打率.339、2010年は99試合に出場して打率.312と好成績を残した。

### メキシカンリーグ退団後
2011年と2012年は故郷パナマのリーグでプレー。また2012年11月にパナマで開催された第3回WBC予選のパナマ代表に選出された。

### 現役引退後
2013年からは、現役時代に所属したメキシコシティ・レッドデビルズのコーチに就任した。2022年現在も打撃コーチを務める。

## 詳細情報

### 年度別打撃成績
| 年 度    | 球 団    | 試 合 | 打 席 | 打 数 | 得 点 | 安 打 | 二 塁 打 | 三 塁 打 | 本 塁 打 | 塁 打 | 打 点 | 盗 塁 | 盗 塁 死 | 犠 打 | 犠 飛 | 四 球 | 敬 遠 | 死 球 | 三 振 | 併 殺 打 | 打 率 | 出 塁 率 | 長 打 率 | O P S |
| -------- | -------- | ----- | ----- | ----- | ----- | ----- | -------- | -------- | -------- | ----- | ----- | ----- | -------- | ----- | ----- | ----- | ----- | ----- | ----- | -------- | ----- | -------- | -------- | ----- |
| 1999     | DET      | 5     | 4     | 4     | 2     | 1     | 0        | 0        | 1        | 4     | 2     | 0     | 0        | 0     | 0     | 0     | 0     | 0     | 1     | 0        | .250  | .250     | 1.000    | 1.250 |
| 2000     | DET      | 73    | 196   | 173   | 25    | 44    | 3        | 5        | 2        | 63    | 24    | 2     | 0        | 4     | 0     | 18    | 0     | 1     | 24    | 3        | .254  | .328     | .364     | .692  |
| 2001     | DET      | 137   | 534   | 488   | 62    | 131   | 24       | 6        | 8        | 191   | 51    | 21    | 6        | 8     | 3     | 32    | 0     | 3     | 54    | 7        | .268  | .316     | .391     | .707  |
| 2002     | DET      | 33    | 121   | 107   | 10    | 25    | 4        | 0        | 0        | 29    | 6     | 3     | 2        | 4     | 1     | 8     | 0     | 1     | 13    | 4        | .234  | .291     | .271     | .562  |
| 2002     | MON      | 90    | 252   | 231   | 33    | 59    | 17       | 1        | 7        | 99    | 33    | 5     | 6        | 4     | 3     | 13    | 0     | 1     | 44    | 2        | .255  | .294     | .429     | .723  |
| '02計    | MON      | 123   | 373   | 338   | 43    | 84    | 21       | 1        | 7        | 128   | 39    | 8     | 8        | 8     | 4     | 21    | 0     | 2     | 57    | 6        | .249  | .293     | .379     | .672  |
| 2003     | MON      | 111   | 288   | 272   | 31    | 65    | 15       | 2        | 4        | 96    | 22    | 4     | 3        | 2     | 1     | 11    | 1     | 2     | 45    | 5        | .239  | .273     | .353     | .626  |
| 2004     | CHC      | 98    | 204   | 194   | 23    | 52    | 6        | 3        | 3        | 73    | 22    | 4     | 1        | 2     | 1     | 5     | 0     | 2     | 38    | 2        | .268  | .292     | .376     | .668  |
| 2005     | CHC      | 112   | 190   | 177   | 15    | 45    | 8        | 0        | 1        | 56    | 13    | 4     | 3        | 4     | 3     | 6     | 0     | 0     | 24    | 6        | .254  | .274     | .316     | .591  |
| 2006     | 日本ハム | 73    | 249   | 227   | 24    | 52    | 15       | 1        | 3        | 78    | 21    | 3     | 2        | 7     | 3     | 11    | 0     | 1     | 35    | 7        | .229  | .264     | .344     | .608  |
| MLB：7年 | MLB：7年 | 659   | 1789  | 1646  | 201   | 422   | 77       | 17       | 26       | 611   | 173   | 43    | 21       | 28    | 12    | 93    | 1     | 10    | 243   | 29       | .256  | .298     | .371     | .669  |
| NPB：1年 | NPB：1年 | 73    | 249   | 227   | 24    | 52    | 15       | 1        | 3        | 78    | 21    | 3     | 2        | 7     | 3     | 11    | 0     | 1     | 35    | 7        | .229  | .264     | .344     | .608  |

### 背番号
- 48 （1999年）
- 39 （2000年 - 2002年）
- 2 （2002年）
- 1 （2002年 - 2005年）
- 9 （2006年）

### 登場曲
- Daddy Yankee / Rompe （2006年）

### 代表歴
- 2013 ワールド・ベースボール・クラシック・パナマ代表